# Franco Rol
Pour les articles homonymes, voir Rol.
Franco Rol (Turin, 5 juin 1908 – Rapallo, 8 juin 1977) est un ancien pilote italien de course automobile, 

## Biographie
Franco Rol a notamment couru sur Maserati. Il a disputé cinq Grands Prix de championnat du monde de Formule 1 entre 1950 et 1952.

### Résultats en championnat du monde de Formule 1
| Saison | Écurie                    | Châssis          | Moteur                        | Pneus   | GP disputés | Points inscrits | Classement |
| ------ | ------------------------- | ---------------- | ----------------------------- | ------- | ----------- | --------------- | ---------- |
| 1950   | Officine Alfieri Maserati | Maserati 4CLT/48 | Maserati 4 en ligne compressé | Pirelli | 3           | 0               | n.c.       |
| 1951   | OSCA Automobili           | OSCA 4500G       | O.S.C.A. V12                  | Pirelli | 1           | 0               | n.c.       |
| 1952   | Officine Alfieri Maserati | Maserati A6GCM   | Maserati 6 en ligne           | Pirelli | 1           | 0               | n.c.       |